# Uvs Nuur
Uvs Nuur (in mongolo Увс Нуур; in tuvano Убсу-Нур?, Ubsu-Nur) è il più grande lago della Mongolia che, a circa 753 metri s.l.m., occupa un'area di 3.350 km².

## Geografia
Il lago si trova nell'omonima provincia dell'Uvs, nel nord-ovest della Mongolia e una piccola parte nord-orientale del lago si trova nella repubblica tuvana della federazione Russa. Questo lago poco profondo e molto salato è l'ultimo ricordo di un immenso mare salato che ricopriva l'area migliaia di anni fa.
L'Uvs Nuur è il centro dell'omonimo bacino che copre un'area di 700.000 km² e rappresenta uno dei paesaggi meglio conservati della steppa eurasiatica. In questa zona i deserti più settentrionali si incrociano con la tundra più meridionale. Tra i suoi tributari: Tės gol, Narijn-Gol e Busėin-Gol. Oltre all'Uvs Nuur, il bacino comprende altri piccoli laghi, tra cui l'Ùùrėg nuur, che si trova a 1.450 metri s.l.m..

## Clima
Dal momento che il bacino del lago sorge in una zona del tutto esclusa da qualunque influsso mitigatore marittimo, il clima è molto continentale, con temperature estreme che possono variare tra i -58 °C in inverno ed i 47 °C in estate.

## Fauna
Nonostante il clima duro, la depressione ospita 173 specie di uccelli e 41 di mammiferi, tra cui le specie a rischio del leopardo delle nevi, dell'argali e dello stambecco asiatico. Essendo il più settentrionale dei mari interni dell'Asia centrale, si pone come luogo chiave per la migrazione degli anseriformi.

## Popolazione
L'insediamento più corposo è rappresentato da Ulaangom. La densità di popolazione è estremamente bassa. La mancanza di industria e la dipendenza degli abitanti dalle tradizioni come la pastorizia nomade, hanno poco impatto sul territorio e permettono all'ecosistema di restare relativamente incontaminato.

## Patrimonio dell'umanità
Nel 2003 l'UNESCO mise il bacino dell'Uvs Nuur tra i Patrimoni dell'umanità. Questo patrimonio, condiviso con la Russia, è uno dei più grandi esistenti ad oggi.